# استيطان القمر

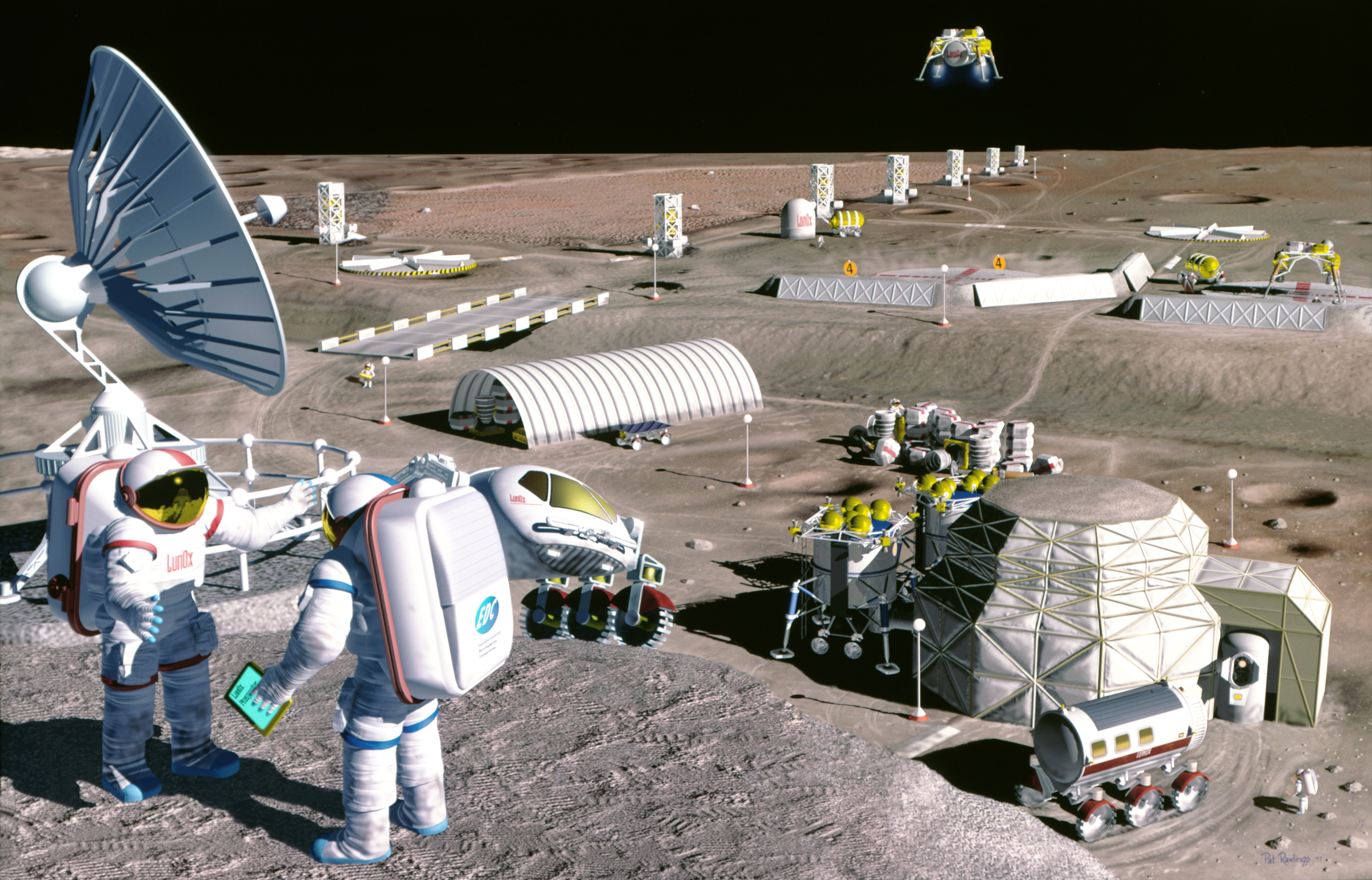
صورة تصورية لوكالة ناسا لمنشأة تعدين قمرية.

استيطان القمر هو الاقتراح بإقامة مجتمع إنساني دائم أو روبوتي صناعي على القمر.
جدد اكتشاف الماء في قطبي القمر من قبل المركبة شاندريان 1 بين عامي 2008-2009 الاهتمام بالقمر. سيجنبنا وضع مثل هذه المستعمرة على إحدى قطبي القمر مشكلة الليالي القمرية الطويلة -التي تدوم حوالي 354 ساعة أي أكثر من أسبوعين تقريبًا- وسيسمح للمستعمرة بالاستفادة من ضوء الشمس المستمر هناك لتوليد المزيد من الطاقة الشمسية.
يُعد سكن البشر على جسم كوكبي آخر غير الأرض أحد أكثر مواضيع الخيال العلمي انتشارًا. بتقدم التكنولوجيا وتزايد المخاوف على مستقبل البشرية على الأرض، اكتسبت رؤية استيطان الفضاء، بصفتها هدفًا يمكن تحقيقه ويستحق الجهد، زخمًا كبيرًا. يُرى القمر، بسبب قربه من كوكب الأرض، بصفته الموقع الأقرب والأكثر وضوحًا لأول محاولة استيطان دائمة خارج كوكب الأرض. حاليًا، تعتبر الكلفة المرتفعة لرحلات الفضاء أكبر مشكلة تعيق فكرة المستعمرة على القمر.
هناك أيضًا عدة مشروعات مقترحة في المستقبل القريب من قبل شركات سياحة الفضاء الناشئة للسياحة على القمر.

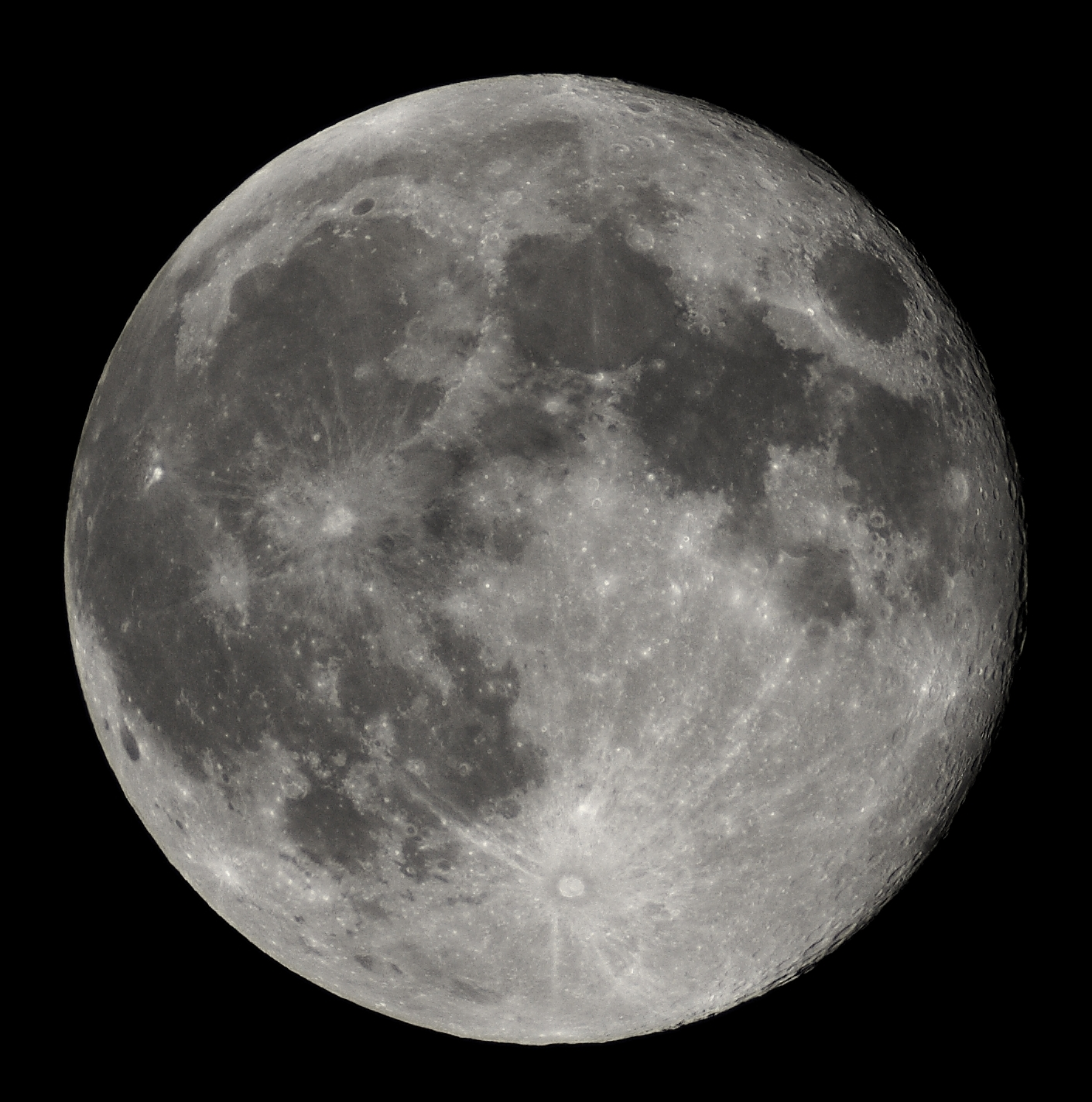
القمر.

## الاقتراحات
نشأت فكرة مستعمرة القمر قبل عصر الفضاء.  ففي عام 1638، قام الأسقف جون ويلكينز بكتابة خطاب حول عالم جديد وكوكب آخر، حيث تنبأ بمستعمرةٍ بشرية على سطح القمر. واقترح قسطنطين تسيولكوفسكي (1857-1935) مع أخرين، هذه الخطوة أيضًا.
منذ الخمسينيات وإلى الوقت الحاضر، اقتُرِحت عدة مفاهيم وتصاميم من قبل العلماء والمهندسون وغيرهم. ففي عام 1954، اقترح كاتب الخيال العلمي آرثر سي. كلارك قاعدة قمرية من وحدات نفخ مغطاة بالتراب القمري للعزل. وستُطلق سفينة فضاء مجمعة في مدار أرضي منخفض إلى القمر ويقوم رواد الفضاء بإعداد وحدات تشبه المباني القبانية وصاري راديو قابل للنفخ. وتشمل الخطوات اللاحقة إنشاء قبة دائمة أكبر وانشاء الطحالب لتنقية الهواء وكذلك مفاعل نووي لتوفير الطاقة والمدافع الكهرومغناطيسية لإطلاق البضائع والوقود إلى السفن التي تنتشر بين الكواكب في الفضاء.
في عام 1959، اقترح جون س. رينهارت بأن التصميم الأكثر أمانًا سيكون عبارة عن هيكل يمكن أن «[يطفو] في محيطٍ ثابت من الغبار» ، ونظراً لتواجد الغبار هناك فقد تم الأخذ بهذه الفكرة، النظريات في ذلك الوقت مفادها أنه يمكن أن يكون هناك محيطات مغبرة بعمق ميل على سطح القمر. ويتألف التصميم المقترح من نصف أسطوانة مع نصف قبة في كلا الطرفين، مع درعٍ يتكون من نيزك دقيق فوق القاعدة.

### ناسا
طلبت إدارة الفضاء بالولايات المتحدة ناسا زيادة في ميزانية 2020 بقيمة 1.6 مليار دولار، من أجل القيام بمهمة أخرى مؤلفة من طاقم إلى القمر بحلول عام 2024 و يليها وجود مستمر على سطح القمر بحلول عام 2028.

### مشروع الافق
كان مشروع الافق عبارة عن دراسة أجريت عام 1959 بشأن خطة جيش الولايات المتحدة لإنشاء حصن على سطح القمر بحلول عام 1967. قاد هاينز هيرمان كويل، وهو مهندس صواريخ ألماني تابع لوكالة الصواريخ الباليستية للجيش (ABMA) دراسة مشروع الافق. واقتُرح أن يتم تنفيذ عملية الهبوط الأولى بواسطة «رائدي فضاء من المجال العسكري» في عام 1965 وأن يتبعها بالمدى القريب إرسال المزيد من عمال البناء.  كان من المفترض أنه من خلال عمليات الإطلاق العديدة مثل (66 Saturn Is و 88 Saturn C-2s)، يمكن نقل 245 طن من البضائع إلى الخارج بحلول عام 1966.

### مشروع القمر
كان مشروع القمر عبارة عن خطة القوات الجوية الأمريكية من أجل هبوط طاقمٍ على سطح القمر  من قبل برنامج أبولو في عام 1961. وتوقع إنشاء قاعدة للقوات الجوية تحت الأرض مكونة من 21 شخصاً على سطح القمر سنة 1968 و بتكلفة إجمالية قدرها 7.5 مليار دولار.

### قاعدة تحت السطح
في عام 1962، نشر جون دينيك وستانلي زان فكرتهما حول قاعدة تحت السطح تقع في بحر السكون. ستضم هذه القاعدة طاقماً مكوناً من 21 فرداً في وحداتٍ موضوعة على عمق أربعة أمتار تحت السطح، والتي يُعتقد أنها توفر الحماية من الإشعاع على قدم المساواة مع الغلاف الجوي للأرض.  وفضّلا دينيك وزان المفاعلات النووية من أجل إنتاج الطاقة، لأنها كانت أكثر كفاءة من الألواح الشمسية، وسوف تتغلب أيضاً على المشكلات في الليالي الطويلة على سطح القمر. و بالنسبة لنظام دعم الحياة، تم اقتراح مبدل غاز قائم على الطحالب.

### القرية القمرية

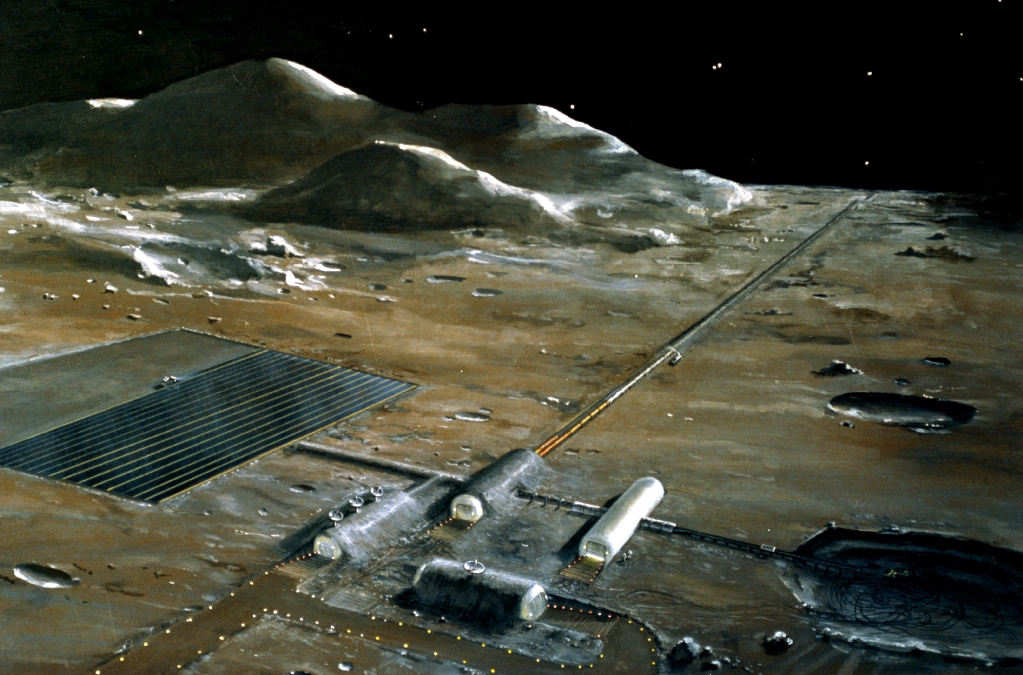
رسم لقاعدة قمرية من عام 1978 مع مقلاع فضائي كنظام نقل.

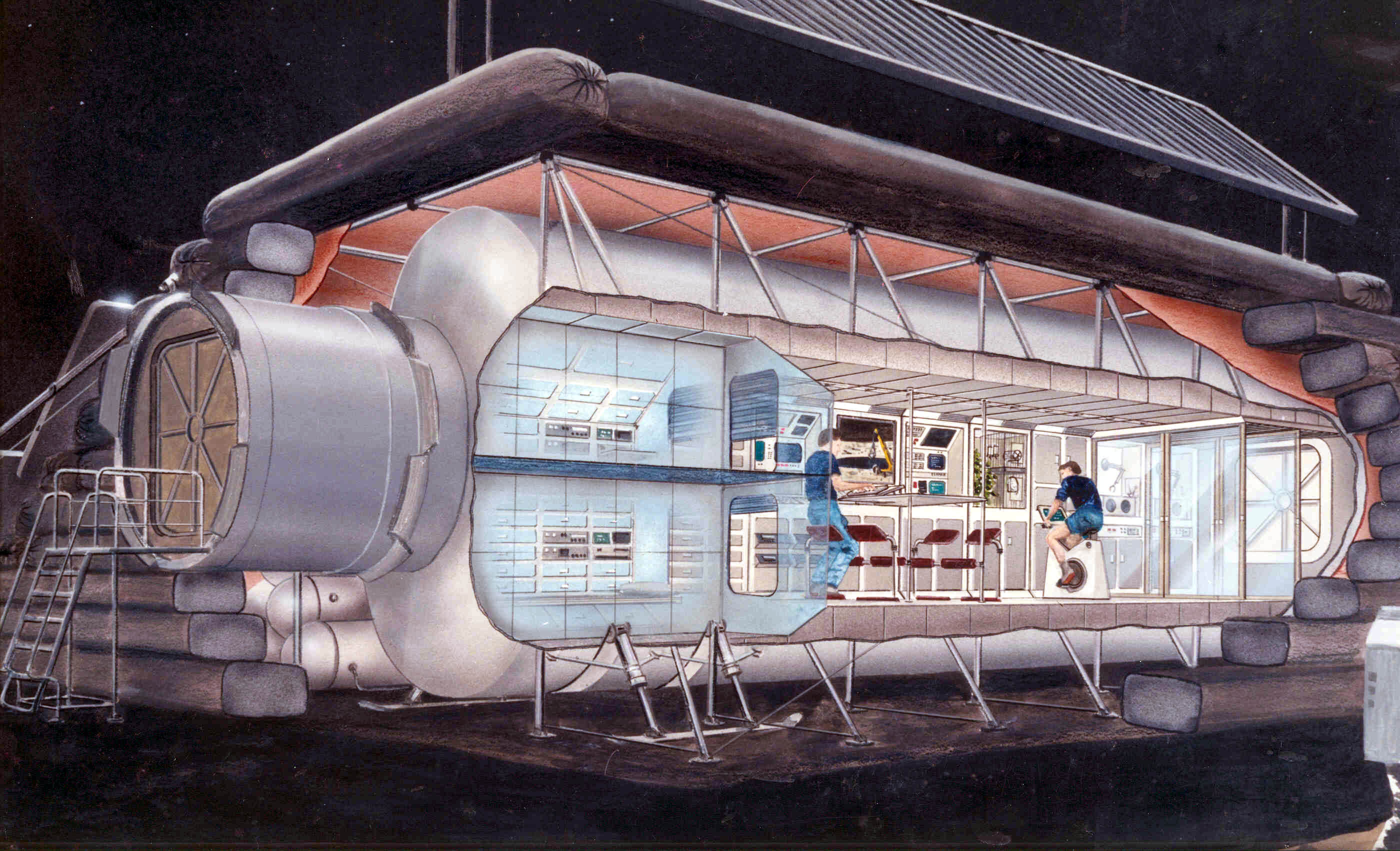
رسم تخيلي لمسكن قمري.

يقول يان فورنر: «القرية القمرية ليست برنامجًا أو مشروعًا، إنها تقول لنقم بذلك مع بعضنا».
قُدم مفهوم القرية القمرية عام 2015. تُشير كلمة قرية في هذا السياق إلى المستثمرين والعلماء والمهندسين والجامعات ورجال الأعمال العالميين من القطاع العام والخاص الذين يجتمعون لمناقشة المصالح والقدرات لبناء ومشاركة البنية التحتية على القمر وفي الفضاء الواصل بين الأرض والقمر لأغراض متعددة. والقرية القمرية ليست مشروعًا أو برنامجًا خاصًا بوكالة الفضاء الأوروبية ولكنها نُظمت بحرية من قبل منظمة غير ربحية تسعى لإنشاء منصة للتعاون والبناء العالمي المفتوح. بكلمات أخرى، تسعى القرية القمرية لإنشاء رؤية يُثمر فيها التعاون والتسويق العالميين بخصوص الفضاء.
ستشمل الطبيعة المفتوحة للمفهوم أي نوع من النشاطات القمرية سواءً كانت روبوتية أو من قبل رواد الفضاء أو مساكن مطبوعة بتقنية الطباعة ثلاثية الأبعاد أو إعادة تزويد المحطات بالوقود أو تتابع المدارات أو علم الفلك أو استغلال المصادر أو حتى السياحة. تكمن الفكرة في الوصول إلى درجة من التنسيق واستغلال التضافر الممكن وإنشاء وجود دائم ومستدام على سطح القمر سواءً كان من قبل الروبوتات أو الطواقم البشرية. يصف يان فورنر المدير العام لوكالة الفضاء الأوروبية القرية ببساطة بصفتها فهمًا وليس منشأةً وحيدة. تعني هذه المبادرة بصفتها الخطوة الأولى في التجمع كنوع بشري وتطوير شراكة ومعرفة كيفية القيام بالأشياء قبل محاولة فعل الشيء ذاته على المريخ. يقول يان فورنر أن هذه الرؤية من التضافر قد تكون بنفس درجة إلهام المحطة الفضائية الدولية ولكن على أسس من التعاون الدولي الحقيقي ويقترح هذه المقاربة بصفتها بديلًا للمحطة الفضائية الدولية الدائرة حول الأرض التي من المقرر أن تُفكك بحلول عام 2024.
أعربت الصين عن اهتمامها بالمشروع، وأعربت ناسا أيضًا عن اهتمامها من خلال التضافر الممكن الذي اقترحته للبوابة القمرية المقترحة. أعربت أيضًا شركة الفضاء الخاصة بلو أوريجين عن اهتمامها المبكر وعرضت تطوير مسبار البضائع الذي يمكنه نقل 4500 كليوغرام من الحمولة القابلة للاستخدام. حث رائد الفضاء باز ألدراين منذ وقت طويل زملائه الأمريكيين للتعاون مع الشركاء الدوليين للوصول إلى القمر.
يُعد فورنر من أشهر المناصرين للقرية القمرية ورغم ذلك لا تُعتبر هذه القرية برنامجًا لوكالة الفضاء الأوروبية. بدلًا من ذلك، نُظم المفهوم بحرية من قبل منظمة غير ربحية تأسست في نوفمبر عام 2017 تحمل اسم رابطة القرية القمرية. إنها منظمة غير ربحية مُسجلة في فيينا ومهمتها إنشاء منتدى عالمي لتطوير القرية القمرية وللتنفيذ المحتمل للمسكن البشري الدائم قرب القطب الجنوبي للقمر، يستغل هذا المسكن ضوء الشمس شبه المتواصل والرواسب الجليدية القريبة والمواد المتطايرة الأخرى.

### اقتراحات أخرى
في 2007، قال جيم بورك من جامعة الفضاء الدولية في فرنسا إن على الناس التخطيط للحفاظ على الثقافة الإنسانية في حال حدوث تصادم لكويكب مدمر للحضارة بالأرض. اقتُرحت سفينة نوح القمرية. قد تأخذ مجموعة عمل استكشاف القمر العالمية الاقتراحات اللاحقة على عاتقها.

## استكشاف القمر

### الاستكشاف حتى عام 2017
بدأ استكشاف القمر بالمركبات الفضائية عام 1959 من خلال برنامج لونا الذي أنشأه الاتحاد السوفييتي. لم تصل المركبة لونا 1 إلى القمر ولكن المركبة لونا 2 نجحت بالهبوط الصعب (التصادم) على سطح القمر وأصبحت أول جسم صناعي تهبط على جسم كوكبي خارجي. في ذات العام، نقلت المركبة لونا 3 إلى الأرض صورًا للجانب البعيد للقمر الذي لم يُرَ حتى الآن، وبهذا بدأت سلسلة من الاستكشافات الروبوتية للقمر التي استمرت لعقد كامل.
استجابةً لبرنامج استكشاف الفضاء السوفييتي، أخبر الرئيس الأمريكي جون إف. كينيدي الكونغرس: «أعتقد أن هذه الأمة يجب أن تلتزم بتحقيق الهدف، قبل انتهاء هذا العقد، وهو هبوط الإنسان على سطح القمر وإعادته سالمًا إلى سطح الأرض». في نفس العام، صرحت القيادة السوفييتية للعامة أنها تعتزم هبوط أول إنسان على سطح القمر وإقامة قاعدة قمرية هناك.
بدأت بعثات الاستكشاف التي يقوم بها طاقم بشري لسطح القمر في عام 1968 عندما دارت مركبة أوبولو 8 حول القمر بوجود ثلاث رواد فصاء على متنها. كانت هذه أول رؤية مباشرة للبشرية لسطح القمر. في العام التالي، هبطت مركبة أبوللو 11 برائدي فضاء على سطح القمر مُثبتةً قدرة البشر على السفر إلى القمر وإجراء عمل بحثي علمي هناك والعودة بعينات من سطح القمر.
أكملت البعثات الإضافية مرحلة الاستكشاف هذه. في عام 1969، هبطت مركبة أبولو 12 بجانب مركبة سيرفيور 3 مُظهرةً قدرة هبوط دقيقة. أظهِر استخدام مركبة مجهزة بطاقم على سطح القمر عام 1971 بالمركبة القمرية الجوالة خلال مهمة أبولو 15. نجحت مهمة أبولو 16 بالهبوط الأول ضمن الهضاب القمرية الوعرة. ومع ذلك، بدأ الاهتمام بالاستكشاف اللاحق للقمر بالتضاؤل بين الشعب الأمريكي. في عام 1972، كانت المركبة أبولو 17 آخر مركبة في مهمة أبولو وألغيت المهمات المخطط لها الأخرى بقرار من الرئيس نيكسون. بدلًا من ذلك، حُول التركيز إلى المكوك الفضائي والمهمات المجهزة بطواقم في مدار الأرض القريب.
بالإضافة لعائداته العلمية، وفر برنامج أبولو دروسًا قيّمة حول العيش والعمل في البيئة القمرية.
فشل البرنامج السوفييتي القمري المجهز بطواقم بإرسال بعثة مجهزة بطواقم إلى القمر. ومع ذلك، كان المسبار لونا 9 أول مبسار يتمكن من الهبوط السليم على سطح القمر والعودة بلقطات مقربة لسطح القمر. عادت المركبة لونا 16 عام 1970 بأول عينات سوفييتية لسطح القمر، بينما في عامي 1970 و1973 وخلال برنامج لوناخود هبط جوالان روبوتيان على سطح القمر. استكشف الجوال لوناخود 1 سطح القمر لمدة 322 يوم وعمل لوناخود 2 على سطح القمر لأربعة أشهر فقط لكنه غطى مسافةً تزيد بثلث عن المسافة التي غطاها لوناخود 1. شهد عام 1974 نهاية الإطلاق السوفييتي نحو القمر بعد عامين من آخر هبوط لطاقم أمريكي. إضافةً لعمليات الهبوط المجهزة بطواقم، شمل البرنامج السوفييت المُتخلى عنه بناء القاعدة القمرية زفيزدا والتي كانت أول مشروع مُفصل بنماذج بالحجم الطبيعي لمركبات الاستكشاف والواحدات العاملة على سطح القمر.
في العقود التالية، خبى الاهتمام باستكشاف القمر كثيرًا وناصر قلة متحمسون الرجوع لاستكشاف القمر. ومع ذلك، أدى استكشاف الجليد القمري في قطبي القمر الذي جمعته بعثتي وكالة الفضاء الأمريكية ناسا كليمنتين عام 1994 ولونار بروسبكتور عام 1998 إلى تأجيج بعض النقاش وذات الأمر مع برنامج الصين الفضائي الذي اعتزم إطلاق بعثاته الخاصة إلى القمر. اقترحت أبحاث لاحقة أن هناك جليد أقل (إن كان موجودًا) مما كان يُعتقد أساسًا، ولكن قد يوجد رواسب مفيدة من الهيدروجين بأشكال أخرى. ومع ذلك، اكتشف المسبار شاندريان، الذي يحمل جهاز تابع لمنطمة أبحاث الفضاء الهندية، أن تربة القمر تحوي 0.1% من الماء في وزنها هادمًا فرضيات دامت لأربعين عامًا.
في عام 2004، دعى الرئيس الأمريكي جورج دبليو بوش لخطة لإعادة المهمات المجهزة بطواقم إلى القمر بحلول عام 2020. في الثامن عشر من يوليوعام 2009 أطلِقت مهمة ناسا إلكروس/مستكشف المدار القمري إلى القمر. صُممت مهمة إلكروس للحصول على المعلومات البحثية للمساعدة في مهمات استكشاف القمر اللاحقة وحُدد لها وقت لتنتهي بتصادم متحكم به بسطح القمر. انتهت مهمة إلكروس كما كان مُخطط لها بالتصادم المتحكم به في التاسع من أكتوبر عام 2009.
في عام 2010، ونظرًا لخفض ميزانية ناسا من قبل الكونغرس، أوقف الرئيس باراك أوباما مبادرة خلفه السابق لاستكشاف القمر وأمر بالتركيز العام على مهمات مجهزة بطواقم على المريخ والكويكبات بالإضافة إلى تمديد الدعم لمحطة الفضاء الدولية.

## مخاطر حتمية
أبرز المخاطر تتمثل في:
- ضعف الجاذبية.
- انعدام الغلاف الجوي؛ مما يعني مخاطر التعرض للشهب والنيازك الفتاكة.
- لا يوجد ماء بوفرة على القمر.
- انعدام الأكسجين.
- تفاوت كبير في درجة الحرارة.